# Cristian Bucchi
Cristian Bucchi (Roma, Italia, 30 de mayo de 1977) es un exfutbolista y entrenador italiano. Jugaba de delantero.

## Trayectoria
Fue un jugador de la Serie A, la máxima división italiana, en las filas de Perugia, Ancona, Siena y Napoli. Con el Vicenza ganó una liga de Serie B en la temporada 1999-2000 y fue el máximo artillero del mismo torneo en la temporada 2005-06, gracias a sus 29 goles con la camiseta del Modena.

## Selección nacional
Ha sido internacional con la selección sub-21 de Italia en 3 ocasiones, marcando 1 gol contra Bielorrusia.

## Clubes

### Como jugador
| Club                     | País   | Año       |
| ------------------------ | ------ | --------- |
| Sambenedettese Calcio    | Italia | 1995-1996 |
| S. S. Settempeda         | Italia | 1996-1998 |
| Perugia Calcio           | Italia | 1998-1999 |
| Vicenza Calcio (cedido)  | Italia | 1999-2000 |
| Perugia Calcio           | Italia | 2000-2001 |
| Ternana Calcio (cedido)  | Italia | 2001-2002 |
| Calcio Catania (cedido)  | Italia | 2002-2003 |
| Cagliari Calcio          | Italia | 2003-2004 |
| A. C. Ancona             | Italia | 2004      |
| Ascoli Calcio            | Italia | 2004-2005 |
| Modena F. C.             | Italia | 2005-2006 |
| S. S. C. Napoli          | Italia | 2006-2007 |
| A. C. Siena (cedido)     | Italia | 2007-2008 |
| Bologna F. C. (cedido)   | Italia | 2008      |
| Ascoli Calcio (cedido)   | Italia | 2008-2009 |
| A. C. Cesena (cedido)    | Italia | 2009-2010 |
| S. S. C. Napoli          | Italia | 2010-2011 |
| Delfino Pescara (cedido) | Italia | 2011      |

### Como entrenador
| Club                    | País   | Año       |
| ----------------------- | ------ | --------- |
| Delfino Pescara         | Italia | 2013      |
| A. S. Gubbio            | Italia | 2013-2014 |
| S. E. F. Sassari Torres | Italia | 2015      |
| S. S. Maceratese        | Italia | 2015-2016 |
| A. C. Perugia           | Italia | 2016-2017 |
| U. S. Sassuolo          | Italia | 2017      |
| Benevento Calcio        | Italia | 2018-2019 |
| Empoli F. C.            | Italia | 2019      |
| U. S. Triestina         | Italia | 2021-2022 |
| Ascoli Calcio           | Italia | 2022-2023 |

## Palmarés

### Campeonatos nacionales
| Título  | Club           | País   | Año       |
| ------- | -------------- | ------ | --------- |
| Serie B | Vicenza Calcio | Italia | 1999-2000 |

### Distinciones individuales
| Distinción                   | Año       |
| ---------------------------- | --------- |
| Capocannoniere de la Serie B | 2005-2006 |